# Misterioso asesinato en Manhattan
Misterioso asesinato en Manhattan (título original en inglés: Manhattan Murder Mystery) es una película de Woody Allen perteneciente al género de suspense, siempre en un tono cómico y con muchos de sus actores habituales, como Alan Alda y Diane Keaton.
El guion de esta película, original de Woody Allen y Marshall Brickman, fue traducido al español y publicado por Tusquets en 1995. 
En 2006 fue llevada al teatro de la mano del director teatral Paco Vidal y con los actores Enrique San Francisco y Beatriz Santana en los papeles de Allen y Keaton respectivamente.

## Argumento
Larry Lipton (Woody Allen) y su esposa Carol (Diane Keaton) se encuentran con sus vecinos mayores Paul (Jerry Adler) y Lillian (Lynn Cohen) House en el ascensor en un encuentro agradable. Pero la noche siguiente, se descubre que Lillian murió de un ataque cardíaco. Los Lipton están sorprendidos por la muerte porque Lillian parecía muy sana.
Los Lipton también están sorprendidos por la pronta alegría de Paul después de la muerte de su esposa. Carol comienza a sospechar y comienza a investigar, incluso inventando una excusa para visitarlo. Una urna con cenizas que encuentra en el apartamento de Paul contradice la historia de Paul de que Lillian había sido enterrada. Larry se frustra con Carol y le dice que está "inventando un misterio".
Carol se cuela en el apartamento de Paul mientras él no está y encuentra más señales reveladoras. Falta la urna de Lillian, hay dos pasajes para París y reservas de hotel con una mujer llamada Helen Moss. Carol llama a Ted (Alan Alda), un amigo cercano que está de acuerdo con las sospechas de Carol y la incita a seguir husmeando. Cuando Paul regresa inesperadamente, Carol se esconde debajo de la cama y escucha la conversación de Paul con una mujer de quien sospecha que es Helen Moss.
Más tarde, Ted busca dónde vive Helen Moss, y con Carol y Larry, la siguen a un teatro propiedad de Paul. Descubren que Helen (Melanie Norris) es una joven actriz. Los tres escuchan a Paul y Helen hablando de dinero.
Unos días después, Carol ve a una mujer muy parecida a la supuestamente muerta Lillian House en un autobús. Ante la sugerencia de Larry de que Lillian tiene una gemela, Ted investiga pero encuentra que Lillian no tiene ninguna. Larry y Carol rastrean a la supuesta "Lillian" hasta un hotel y, con el pretexto de entregar un regalo personal, entran a su habitación de hotel, pero la encuentran muerta en el suelo del dormitorio. Llaman a la policía, que posteriormente no encuentra rastros del cadáver.
Los Lipton buscan pistas en la habitación. Al salir, quedan atrapados en el ascensor y accidentalmente tropiezan con el cuerpo de Lillian dentro del panel de salida de emergencia. Al salir a la calle, ven a Paul metiendo el cuerpo en el maletero de su auto. Los Lipton lo siguen hasta un depósito de chatarra, donde lo ven arrojando el cuerpo sobre una pila de chatarra que se arroja a un horno de fundición.
Con la ayuda de la amiga y cliente de Larry, Marcia Fox (Anjelica Huston), traman un plan para llevar a Paul ante la justicia diciéndole que recuperaron el cuerpo de Lillian del horno. También engañan a Helen para que haga una audición falsa donde su voz es grabada, editada y luego utilizada para acosar a Paul, exigiéndole que le dé a Larry y Carol $ 200,000 o que los mate si quiere que todo se cubra. Sabían que optaría por lo último, entonces esperarían a que la policía lo atrapara en el acto.
El plan fracasa cuando Paul secuestra a Carol y llama a Larry, exigiendo el cuerpo de Lillian, a cambio de Carol. Paul y Larry se encuentran en el teatro y pelean. Larry se libera y busca a Carol, con Paul persiguiéndolo. Una serie de espejos y cristales detrás del teatro reflejan la película "La dama de Shanghai" de Orson Welles y engañan a Paul varias veces. De repente, la asistente de Paul, la Sra. Dalton (Marge Redmond), una amante mayor que Paul hizo a un lado por Helen, le dispara en un intercambio de disparos. Larry rescata a Carol y llaman a la policía.
Después de que llegan los policías, Marcia explica que el cadáver en el apartamento era en realidad la hermana rica de Lillian, que tenía un parecido pasajero con Lillian pero no era su gemela. La hermana había sufrido un infarto mientras los visitaba, y los House decidieron aprovechar la situación alegando que era Lillian la que había muerto. Luego, Lillian asumiría la identidad de su hermana (una reclusa que vive en el hotel) para manipular la voluntad de su hermana, nombrando a Lillian y Paul como únicos beneficiarios. Pero Paul luego traicionó y mató a Lillian, para poder huir con Helen.

## Reparto
- Diane Keaton como Carol Lipton
- Woody Allen como Larry Lipton
- Alan Alda como Ted
- Anjelica Huston como Marcia Fox
- Jerry Adler como Paul House
- Lynn Cohen como Lillian House
- Melanie Norris como Helen Moss
- Marge Redmond como Sra. Dalton
- Joy Behar como Marilyn
- Ron Rifkin como Sy
- Zach Braff como Nick Lipton
- Sylvia Kauders como Vecino